# Igor Krivokapič
Igor Krivokapic (født 10. november 1965 i Ljubljana, Slovenien) er en slovensk komponist, professor, lærer og tubaist.
Krivokapic studerede tuba på Musikkonservatoriet i Ljubljana. Han studerede herefter tuba videre samt komposition og orkestrering på New England Conservatory of Music i Boston. Krivokapic blev tubaist i det Slovenske Radio Symfoniorkester fra (1985-1995). Grundet en trafikulykke i (1995), måtte han afslutte sin tuba plads i orkestret, men startede så en freelance karriere som komponist, og har skrevet 4 symfonier, orkesterværker, kammermusik, sange, elektronisk musik etc. Han blev professor og lærer i tuba, komposition og kammermusik på Musikkonservatoriet i Ljubljana (2009). Krivokapic var op igennem 2000erne med til at udvikle et nyt design for tubaer med den tyske producent Meinl-Weston.

## Udvalgte værker
- Symfoni nr. 1 (1999/2000) - for orkester
- Symfoni nr. 2 (2004/2005) - for orkester
- Symfoni nr. 3 (2009) - for orkester
- Symfoni nr. 4 (2010) - for orkester